# Нассер Салех
Нассер Салех (Nasser Saleh) народився 19 грудня 1992 р. – іспанський актор, найбільш відомий в ролі Романа Лоренте (Román Lorente) в телевізійному серіалі Фізика чи хімія (Física o Química).
Знімався також в номінованому на Оскар фільмі Б'ютифул (Biutiful) разом з відомим іспанським актором Хав'єром Бардемом (Javier Bardem).
Вільно володіє іспанською та арабською мовами.

## Фільмографія
| Фільми та телевізійні серіали | Фільми та телевізійні серіали      | Фільми та телевізійні серіали | Фільми та телевізійні серіали |
| Рік                           | Назва                              | Роль                          | Примітки                      |
| ----------------------------- | ---------------------------------- | ----------------------------- | ----------------------------- |
| 2008                          | Fuera de lugar                     |                               | 5 епізодів                    |
| 2008–2009                     | HKM: hablan, kantan, mienten       | Moja                          | 85 епізодів                   |
| 2010                          | Propios y extraños                 |                               |                               |
| 2010                          | La pecera de Eva                   | Leo                           | 58 епізодів                   |
| 2010–2011                     | Фізика чи хімія (Física o química) | Román Lorente                 | 30 епізодів                   |
| 2010                          | Biutiful                           | Muchacho                      |                               |
| 2011                          | 11-M                               |                               | TV-MOVIE                      |
| 2011                          | Verbo                              | Darío                         |                               |
| 2011                          | No habrá paz para los malvados     |                               | Post-production               |
| 2011                          | No habrá paz para los malvados     |                               | Post-production               |
| 2013                          | I'm So Excited                     | Joven étnico                  |                               |
| 2014                          | El Príncipe                        | Karim                         |                               |